# Honvié
Honvié est un arrondissement situé dans le département de l'Ouémé au Bénin. Il est sous la juridiction administrative de la commune d'Adjarra.

## Géographie

### Administration
Honvié fait partie des 6 arrondissements que compte la commune d'Adjarra. Il est composé de 09 villages et quartiers de ville que sont: 
1. Adjati-Djogbèhouè
2. Adjati- Vèdo
3. Dossouvié
4. Gassako
5. Honvié Centre
6. Hounsa-Assiogbossa
7. Kpadovié
8. Kpovié-Gbada
9. Djèvié-Wadon[3]

## Toponymie

### Histoire
L'arrondissement de Honvié est une subdivision administrative béninoise. Il devient officiellement un arrondissement de la commune d'Adjarra le 27 mai 2013 après la délibération et adoption par l'Assemblée nationale du Bénin en sa séance du 15 février 2013 de la loi n° 2013-O5 du 15/02/2013 portant création, organisation, attributions et fonctionnement des unités administratives locales en République du Bénin.

## Population et société

### Démographie
Selon le recensement général de la population et de l'habitation(RGPH4) conduit par l'institut national de la statistique et de l'analyse économique (INSAE), la population de Honvié compte 4070 ménages pour 17938 habitants.
| Indicateurs          | 2013  |
| -------------------- | ----- |
| Nombre de ménages    | 4070  |
| Population féminine  | 9226  |
| Population masculine | 8712  |
| Population totale    | 17938 |